# John Havlicek
John Havlicek, (8. travnja 1940. – 25. travnja 2019.) bio je američki profesionalni košarkaš češko-hrvatskog podrijetla. Igrao je na mjestu niskog krila. 16 je godina igrao za Boston Celtics, osvojio 8 naslova prvaka NBA, od čega pola u svoje prve četiri sezone.
Visine je 196 cm. 
Pohađao je srednju školu Bridgeport. Igrao je košarku za sveučilište Ohio State za njihov sastav Buckeyese. U NBA je igrao od 1962. do 1978. godine.
Umro je 25. travnja 2019. u starosti od 79 godina. Dugo godina je bolovao od Parkinsonove bolesti.

## Priznanja
{popis nepotpun}
Bio je članom NBA All-Rookie momčadi, All-NBA momčadi, NBA All-Defensive momčadi, trofeja "Bill Russell" za najkorisnijeg igrača NBA finala, 50 najvećih igrača u povijesti NBA. Ušao je u košarkašku Dvoranu slavnih.

## Vanjske poveznice
- Basketball-reference  Arhivirana inačica izvorne stranice od 4. travnja 2013. (Wayback Machine)